# Empty Sky
Empty Sky er Elton Johns første studiealbum, udgivet i 1969. Udgivelsen var et flop, og nåede aldrig  hitlisterne i England. For at huske tilbage på sit første studiealbum spiller han af og til "Skyline Pigeon" til koncerter. Albummet blev først udgivet i USA i 1975, da Elton var på toppen af og debuterede som nummer seks på hitlisterne.

## Sporliste
Al musik komponeret af Elton John, al tekst skrevet af Bernie Taupin.
| #  | Titel                         | Længde |
| -- | ----------------------------- | ------ |
| 1. | "Empty Sky"                   | 8:28   |
| 2. | "Val-Hala"                    | 4:12   |
| 3. | "Western Ford Gateway"        | 3:15   |
| 4. | "Hymn 2000"                   | 4:29   |
| 5. | "Lady What's Tomorrow"        | 3:10   |
| 6. | "Sails"                       | 3:18   |
| 7. | "The Scaffold"                | 3:18   |
| 8. | "Skyline Pigeon"              | 3:37   |
| 9. | "Gulliver/Hay Chewed/Reprise" | 6:58   |

## Musikere
- Elton John – piano, orgel, cembalo
- Caleb Quaye – elektrisk guitar, akustisk guitar, conga
- Tony Murray – basguitar
- Roger Pope – trommer
- Don Fay – saxofon, fløjte
- Graham Vickery – mundharmonika